# Tereza Medveďová
Tereza Medveďová (Brezno, 27 maart 1996) is een Slowaaks wielrenster die zowel op de weg, de baan als in het veldrijden actief is.

## Carrière
Sinds 2009 won Medveďová verschillende veldritten in en buiten Slowakije waarna ze ook op de weg actief werd. In beide disciplines werd ze vele malen nationaal kampioen. Daarnaast is ze ook als baanrenster succesvol. Na ploegloos te zijn geweest in 2022 reed ze in 2023 bij de nieuwe ploeg RRK Group-Pierre Baguette-Benzinol die in 2024 overging in Cycleversum Women Team en tevens een UCI-licentie verkreeg.

## Palmares

### Baanwielrennen
| Jaar | SK                           | EK | WK | Overige |
| ---- | ---------------------------- | -- | -- | ------- |
| 2018 | 500m tijdrit · achtervolging |    |    |         |
| 2019 | 500m tijdrit · achtervolging |    |    |         |
| 2020 | 500m tijdrit · achtervolging |    |    |         |

### Veldrijden
2009
1e Horná Mičiná
1e Borová
1e Banská Bystrica
1e Hlinsko
2010
1e  Slowaaks kampioenschap cyclo-cross
1e Eindklassement Slovenský Pohár Cyclo-cross
1e Borová
1e Zeleneč
1e Trnava
1e Louny
1e Unicov
1e Plzen
1e Kolín
2011
1e  Slowaaks kampioenschap cyclo-cross
1e Eindklassement Slovenský Pohár Cyclo-cross
1e Horna Micina
1e Bratislava
1e Miezgovce
1e Spisšká Nová Ves #1 en #2
1e Krupina
1e Trencin
1e Trnava
1e Lostice
2012
1e Eindklassement Slovenský Pohár Cyclo-cross
1e Prosné #1 en #2
1e Horná Mičiná #1
1e Borová
1e Bánovce nad Bebravou
1e Trencin
1e Trnava #1
2013
1e  Slowaaks kampioenschap cyclo-cross
1e Eindklassement Slovenský Pohár Cyclo-cross
1e Prosné #1
1e Svit
1e Levoca
1e Bratislava #1
1e Horná Mičiná #1
1e Stara lubovna
1e Trnava #1
1e Krupina
2014
1e  Slowaaks kampioenschap cyclo-cross
1e Eindklassement Slovenský Pohár Cyclo-cross
1e Raková
1e Ruzomberok
2015
1e Levoca
1e Spišská Sobota
1e Ruzomberok
2016
1e Bánovce nad Bebravou
1e Terchová
1e Levoca
1e Horná Mičiná #1

### Wegwielrennen
2011
 Nationaal kampioen op de weg, junioren
 Nationaal kampioen tijdrijden, junioren
2013
 Nationaal kampioen tijdrijden, junioren
2014
 Nationaal kampioen tijdrijden, junioren
2015
 Nationaal kampioen tijdrijden, elite
2018
 Nationaal kampioen op de weg, elite
2020
 Nationaal kampioen op de weg, elite
 Nationaal kampioen tijdrijden, elite
2021
 Nationaal kampioen op de weg, elite